# 대한민국 형사소송법 제303조
대한민국 형사소송법 제303조는 피고인의 최후진술에 대한 형사소송법의 조문이다.

## 조문
제303조(피고인의 최후진술)재판장은 검사의 의견을 들은 후 피고인과 변호인에게 최종의 의견을 진술할 기회를 주어야 한다.

## 참고 문헌
- 손동권 신이철, 새로운 형사소송법(초판, 2013), 세창, 2013. ISBN 9788984114081